# Парламентские выборы в Лаосе (1997)
Парламентские выборы 1997 года были проведены в Лаосе 21 декабря. На 99 мест в Национальной ассамблее претендовало в общей сложности 159 кандидатов, все из них, за исключением четверых, членами Народно-революционной партии Лаоса. НРПЛ одержала победу, получив 98 из 99 мест. Явка избирателей составила 99,4 %..

## Результаты выборов
| Партия                             | Число поданных голосов | %   | Число мест в Национальной ассамблее | +/-  |
| ---------------------------------- | ---------------------- | --- | ----------------------------------- | ---- |
| Народно-революционная партия Лаоса |                        | 99  | 98                                  | +13▲ |
| Независимые                        |                        | 1   | 1                                   | +1▲  |
| Недействительных бюллетеней        |                        |     | -                                   | -    |
| Всего                              | 2 284 632              | 100 | 99                                  | +14▲ |
| Источник: Nohlen et al., IPU       |                        |     |                                     |      |